# Episodi di NCIS: Hawai'i (prima stagione)
La prima stagione della serie televisiva NCIS: Hawai'i è stata trasmessa in prima visione assoluta negli Stati Uniti d'America dalla CBS dal 20 settembre 2021 al 23 maggio 2022.
In Italia la stagione è stata trasmessa in prima visione assoluta su Rai 2 dall'11 febbraio al 5 agosto 2022.
| nº | Titolo originale  | Titolo italiano | Prima TV USA      | Prima TV Italia  |
| -- | ----------------- | --------------- | ----------------- | ---------------- |
| 1  | Pilot             | Inganni         | 20 settembre 2021 | 11 febbraio 2022 |
| 2  | Boom              | Boom            | 27 settembre 2021 | 18 febbraio 2022 |
| 3  | Recruiter         | Il reclutatore  | 4 ottobre 2021    | 25 febbraio 2022 |
| 4  | Paniolo           | Paniolo         | 11 ottobre 2021   | 11 marzo 2022    |
| 5  | Gaijin            | Maschere        | 18 ottobre 2021   | 18 marzo 2022    |
| 6  | The Tourist       | La turista      | 1º novembre 2021  | 25 marzo 2022    |
| 7  | Rescuers          | Eroi            | 8 novembre 2021   | 1º aprile 2022   |
| 8  | Legacy            | Eredità         | 29 novembre 2021  | 8 aprile 2022    |
| 9  | Impostor          | L'impostore     | 6 dicembre 2021   | 22 aprile 2022   |
| 10 | Lost              | Perso           | 3 gennaio 2022    | 29 aprile 2022   |
| 11 | The Game          | La partita      | 17 gennaio 2022   | 6 maggio 2022    |
| 12 | Spies, Part 1 e 2 | Spie            | 23 gennaio 2022   | 13 maggio 2022   |
| 13 | Spies, Part 1 e 2 | Spie            | 24 gennaio 2022   | 13 maggio 2022   |
| 14 | Broken            | Rottura         | 28 febbraio 2022  | 20 maggio 2022   |
| 15 | Pirates           | Pirati          | 7 marzo 2022      | 27 maggio 2022   |
| 16 | Monster           | Mostro          | 14 marzo 2022     | 3 giugno 2022    |
| 17 | Breach            | Hacker          | 21 marzo 2022     | 10 giugno 2022   |
| 18 | T'N'T             | TNT             | 28 marzo 2022     | 24 giugno 2022   |
| 19 | Nurture           | I predatori     | 18 aprile 2022    | 1º luglio 2022   |
| 20 | Nightwatch        | Bersagli        | 2 maggio 2022     | 15 luglio 2022   |
| 21 | Switchback        | Lo scambio      | 16 maggio 2022    | 29 luglio 2022   |
| 22 | Ohana             | Famiglia        | 23 maggio 2022    | 5 agosto 2022    |

## Inganni
- Titolo originale: Pilot
- Diretto da: Larry Teng
- Scritto da: Matt Bosack, Jan Nash e Christopher Silber

### Trama
Un aereo sperimentale della Marina si schianta su Oahu e Jane Tennant e la sua squadra devono scoprire chi c'è dietro prima che i segreti di stato classificati vengano scoperti.
- Guest star: Mahina Anna Maria Napoleon (Julie Tennant), Moses Good (Wally Holman), Enver Gjokaj (capitano Milius), Danielle Nuela Zalopany (Hina), Ron Yuan (Big Luna), Erica Wong (Myra), Jamaal Burcher (Charles Randolph), Amber Olivia Abara (Sally), Ryan Pagan (agente HPD), Chris Kim (agente HPD 2), Blaze Laniola Cosner (Moke), Jordan Matlock (straniero 1), Jacob White (straniero 2), Joanna K. Patterson (Bartender), Chris Magpoc (tecnico M.E.), Pedro Lemus Jr. (guardia d'onore della marina), Louis Steiner (maestro d'armi).
- Ascolti USA: 6 590 000 telespettatori[3]
- Ascolti Italia: telespettatori 1 054 000 – share 4,90%[4]

## Boom
- Titolo originale: Boom
- Diretto da: Larry Teng
- Scritto da: Jan Nash e Christopher Silber

### Trama
Tennant e la squadra devono catturare una famigerata squadra di ladri internazionali che usano esplosivi della Seconda Guerra Mondiale su camion blindati. Lucy e Whistler si trovano in una situazione di stallo riguardo al loro precedente incontro; e la missione di Ernie sul campo si rivela più allarmante del previsto.
- Guest star: Mahina Anne Marie Napoleon (Julie Tennant), Moses Goods (Wally Dimond), Enver Gjokaj (capitano Milius), Sharif Atkins (Norman 'Boom Boom' Gates), Fiona Rene (Melissa Garland), Chris McGarry (Hugh Lowry), Marcus Hanson (Karl Pike), Romualdo Castillo (rapinatore #1/William Strafford), Remi Bakkar (rapinatore #3), Kimo Kaona (Eli Kealoha/ manager di banca).
- Ascolti USA: 5 540 000 telespettatori[5]
- Ascolti Italia: telespettatori 924 000 – share 4,30%[6]

## Il reclutatore
- Titolo originale: Recruiter
- Diretto da: Ruben Garcia
- Scritto da: Matt Bosack e Yalun Tu

### Trama
Kai lavora sotto copertura con una delle più antiche bande di surfisti delle Hawaii quando un sottufficiale che sta cercando di aiutare i ragazzi ribelli a trovare un nuovo percorso nei Marines viene ucciso.
- Guest star: Mahina Anne Marie (Julie Tennant), Ben Venturina (Lee Oania), Martin Martinez (Brad Pacheco), Lydia Look (Andrea Pacheco), Dustin Nguyen (Sunny Oania), Carlin James (Kekoa Neal), Jason Quinn (Miles Hayward), Marcia Lynn Anthony (Navy Officer), Anthony Means (ragazzo di Oania #1).
- Ascolti USA: 5 540 000 telespettatori[7]
- Ascolti Italia: telespettatori 762 000 – share 3,70%[8]

## Paniolo
- Titolo originale: Paniolo
- Diretto da: Larry Teng
- Scritto da: Noah Evslin

### Trama
Quando un amato Paniolo (cowboy hawaiano) viene colpito mentre è fuori a cavallo, Jane e la sua squadra devono guadagnarsi la fiducia della comunità dei Paniolo per aiutare a trovare i colpevoli e proteggere la loro vita. Inoltre, Kai cerca di convincere suo padre testardo a vedere un dottore.
- Guest star: Moses Goods (Wally Holman), Danielle Nuela Zalopany (Hina), Lauren Cook (Det. Dalia Reed), Kila Packett (Kaleo Whitman), T.V. Carpio (Nalani Whitman), Kanoa Goo (Hoku Alia), Sir Cornwell (Micah Whitman), Duane Char (dottore), Tom Schanley (Crazy Sam), Hanale Kaanapu (Paniolo)
- Ascolti USA: 5 290 000 telespettatori[9]
- Ascolti Italia: telespettatori 833 000 – share 4,10%[10]

## Maschere
- Titolo originale: Gaijin
- Diretto da: Tim Andrew
- Scritto da: Ron McGee

### Trama
Quando un marinaio giapponese viene ucciso sul suolo americano e le prove collegano il caso al precedente omicidio della ragazza della vittima in Giappone, l'NCIS deve trovare l'assassino prima che venga accusata la persona sbagliata e il caso inneschi una crisi diplomatica. Inoltre, il capitano Milius fa una richiesta personale a Tennant.
- Guest star: Enver Gjokaj (capitano Milius), Seana Kofoed (comandante Chase), Madeline Zima (Abby Nelson), Sonny Saito (comandante Tanaka), Toshiji Takeshima (ispettore Kento Mori), Saxon Sawai (Akio Miyake), Grant Udagawa (marinaio giapponese che canta #1), Wayne Chi (marinaio giapponese che canta #2), Ryan Nishi (marinaio giapponese che canta  #3), Eriko Okada (donna giapponese), Wesley Busser (esaminatore).
- Ascolti USA: 5 350 000 telespettatori[11]
- Ascolti Italia: telespettatori 595 000 – share 3,30%[12]

## La turista
- Titolo originale: The Tourist
- Diretto da: Yangzom Braun
- Scritto da: Amy Rutberg

### Trama
Quando Tennant e l'NCIS hanno il compito di trovare una star dei social media rapita e giramondo, scoprono che non è ciò che suo marito, o i suoi seguaci, pensano che sia. Inoltre, la squadra è in contrasto con Whistler, che ha un programma tutto suo.
- Guest star: Mahina Anne Marie Napoleon (Julie Tennant), Julie White (Maggie Shaw), Chloe Lanier (Kayla Barlow), Titus Makin (tenente Adam Barlow), Efka Kvaraciejus (turista europeo), Ivana Grahovac (turista europeo), Ashley Doris (guida turistica), Geronimo Son (John Casings).
- Ascolti USA: 5 070 000 telespettatori[13]
- Ascolti Italia: telespettatori 898 000 – share 4,50%[14]

## Eroi
- Titolo originale: Rescuers
- Diretto da: James Bamford
- Scritto da: Yakira Chambers

### Trama
Quando un sottufficiale della Marina viene assassinato, Jane e la squadra indagano mentre proteggono l'amico e collega della vittima.
- Guest star: Moses Goods (Wally), Mark Gessner (agente speciale CGIS Neil Pike), Ashleigh Lathrop (sottufficiale della marina Tracy Miller), Ashton Holmes (Eddie Frazier), Jason Lee Hoy (sottufficiale della marina Kyle Williams), Chris Moss (pilota Helo Neil Hunan), Anthony James Silva (Akamu Lui), Padrick Shadeck (sottufficiale della marina David Andrews).
- Ascolti USA: 5 110 000 telespettatori[15]
- Ascolti Italia: telespettatori 1 039 000 – share 4,90%[16]

## Eredità
- Titolo originale: Legacy
- Diretto da: Lisa Demaine
- Scritto da: Yalun Tu

### Trama
Quando un manifestante anticapitalista viene assassinato, Jane e il team indagano e si ritrovano coinvolti in una guerra tra eco-attivisti e un miliardario tecnologico che si contendono un pezzo di terra considerato sacro dalla popolazione indigena delle Hawaii. Inoltre, Jane e il capitano Joe hanno un appuntamento.
- Guest star: Enver Gjokaj (capitano Joe Milius), Seana Kofoed (Carla Chase), Kordell Kekoa (Kahu), Keoni Maiwela (cittadino #1), Pualani Avaeoru (cittadino #2), Jason Manuel Olazabal (Jake Tillman), Rob Benedict (Damian Davenport), Jenna Leigh Green (Alan Shipley), Jordan Belfi (Mike Williams), Patrick Cage II (Wilbert Kalili), Tumua Tuinei (Morgan Davenport).
- Ascolti USA: 5 020 000 telespettatori[17]
- Ascolti Italia: telespettatori 836 000 – share 4,10%[18]

## L'impostore
- Titolo originale: Impostor
- Diretto da: Loren Yaconelli
- Scritto da: Matt Bosack

### Trama
Il team dell'NCIS indaga su un cold case che riguarda il ritrovamento di ossa dell'epoca della seconda guerra mondiale. Tutto si svolge a pochi giorni dell'80º anniversario dell'attacco di Pearl Harbor. Le indagini rivelano che le ossa identificano un sopravvissuto della guerra di 96 anni che dovrebbe parlare alla cerimonia di commemorazione delle vittime di Pearl Harbor.
- Guest star: Mahina Anne Marie Napoleon (Julie Tennant), Seana Kofoed (Carla Chase), Julie White (Maggie Shaw), Nick Masciangelo (Parrot-Head), Ken Takemoto (Ken Ito), Jeanne Sakata (Vicky Ito), Andy Cohen (Ryan Barnett), Jonathan Tanigaki (giovane Ito), Chris Naoki Lee (LCDR Mike Ito), Daisuke Tsuji (soldato impaziente), Keane Ishii (soldato malato), Christopher B. Kim (soldato americano), Alex Denney (cerimoniere), Edem Atsu-Swanzy (Nazo/Suzuki)
- Ascolti USA: 5 160 000 telespettatori[19]
- Ascolti Italia: telespettatori 955 000 – share 4,60%[20]

## Perso
- Titolo originale: Lost
- Diretto da: Tim Andrew
- Scritto da: Jan Nash

### Trama
L'NCIS incontra la squadra di Whistler mentre indaga su un container pieno di armi di contrabbando. Inoltre, Tennant discute dell'arresto del padre dell'amica di Alex, sapendo che farà allontanare la sua amica.
- Guest star: Sharif Atkins (Norman "Boom-Boom" Gates), Nathaniel Ashton (Tommy Wilson), Michael Broderick (dott. Andrew Wilson), Christopher Redman (Clark Lohan), Kim Hawthorne (dott. Laura Frost), Johnnie Purvis (Jason Roberts), Anthony Ruivivar (Russell Goodrick), Dustin McEwen (agente Reyes), Ticondra Swartz (Daniel Tennant).
- Ascolti USA: 4 910 000 telespettatori[21]
- Ascolti Italia: telespettatori 1 002 000 – share 5,00%[22]

## La partita
- Titolo originale: The Game
- Diretto da: James Hayman
- Scritto da: Noah Evslin e Amy Rutberg

### Trama
Quando vengono rubate le prove per mettere in carcere un boss della droga, Lucy va sotto copertura in un torneo di poker clandestino per scoprire quale high roller c'è dietro il crimine. Inoltre, i sentimenti di Lucy sono in subbuglio quando l'ex fidanzata di Whistler arriva in città.
- Guest star: Lauren Cook (Det. Dalia Reed), Nick Gracer (Trey Santos), Scott Lawrence (giudice Malcolm Keen), Bruce Altman (Ike Diamond), Omar Bustamante (Ray Carr), Juliana Folk (Cara), Mike Cabrera (Stanley Zhao), Herman Hyman Stern (Maury Chauvin), Justin Scott (dealer Big Rick), Tanoai Reed (guardia del corpo 1), David Anthony Buglione (guardia del corpo 2).
- Ascolti USA: 7 260 000 telespettatori[23]
- Ascolti Italia: telespettatori 1 003 000 – share 5,30%[24]

## Spie(prima parte)
- Titolo originale: Spies, Part 1
- Diretto da: LeVar Burton
- Scritto da: Yakira Chambers e Ron McGee

### Trama
Quando l'NCIS indaga sulla misteriosa morte di un ingegnere della Marina, Joseph Chan, scoprono che l'ultima persona che ha incontrato è stata la sua collega, Maggie Shaw, mentore e amica di Jane, che è stata rapita. Inoltre, David Sola, un funzionario del servizio di intelligence della Nuova Zelanda, arriva alle Hawaii, a seguito di una pista che collega la morte di Joseph a un agente segreto cinese.
- Guest star: Mahina Napoleon (Julie Tennant), Julie White (Maggie Shaw), Seana Kofoed (comandante Chase), Beulah Koale (David Sola), April Parker Jones (Valerie Dalies), Danny Kang (Alan Liu), Christian Yeung (tenente comandante Chen), Erica Wong (Myra), Danielle Nuela Zalopany (Hina), Allan Tam (proprietario).
- Ascolti USA: 9 790 000 telespettatori[25]
- Ascolti Italia: telespettatori 840 000 – share 5,40%[26]

## Spie(seconda parte)
- Titolo originale: Spies, Part 2
- Diretto da: Tessa Blake
- Scritto da: Christopher Silber

### Trama
Mentre Jane indaga sul rapimento di Maggie, è scioccata quando scopre la verità e arruola la sua squadra e Whistler per dimostrare le sue scoperte.
- Guest star: Julie White (Maggie Shaw), Beulah Koale (David Sola), Ardeshir Radpour (Raja).
- Ascolti USA: 5 410 000 telespettatori[27]
- Ascolti Italia: telespettatori 840 000 – share 5,40%[26]

## Rottura
- Titolo originale: Broken
- Diretto da: Norman Buckley
- Scritto da: Matt Bosack e Jan Nash

### Trama
Mentre Jane viene interrogata dopo l'arresto di Maggie Shaw, il resto della squadra indaga su un misterioso caso di marines con l'udito danneggiato da un'arma che emette onde ultrasoniche. Inoltre, Ernie fa visita al suo amico, il dottor Tony Lee, per identificare possibili sospetti che hanno avuto accesso alla sua arma classificata.
- Guest star: Mahina Napoleon (Julie Tennant), Seana Kofoed (comandante Chase), Tim Herkenhoff (Silkies), Patrick Fischler (Doug Smith), Peter Togawa (Norwood), Alec Mapa (dott. Tony Lee), Laura James (Meg), David Call (Joel Johnson), Betty Bolton (HR Rep).
- Ascolti USA: 4 540 000 telespettatori[28]

## Pirati
- Titolo originale: Pirates
- Diretto da: Tim Andrew
- Scritto da: Yalun Tu

### Trama
Mentre Jesse si gode una giornata in barca a vela con sua figlia, Gracie, i pirati si impossessano improvvisamente del loro yacht, prendono tutti i passeggeri in ostaggio e attaccano Jesse, lasciando alla sua squadra il compito di individuare e salvare rapidamente sua figlia.
- Guest star: Mark Gessner (agente speciale CGIS Neil Pike), Chloe Csengery (Gracie Boone), Louise Barnes (Kaya), Jaiden Kaine (Bandile), Emmanuel Kabongo (pirata #2), Presciliana Esparolini (Rebecca Hely), Victor Lozano (capitano), Nico David (Adrian Hely), Makana Say (compagno di classe #1), JP Graves-Lock (compagno di classe #2), Malia Aiello (compagno di classe #3).
- Ascolti USA: 5 380 000 telespettatori[29]
- Ascolti Italia: telespettatori 861 000 – share 4,90%[30]
- Ascolti Italia: telespettatori 957 000 – share 5,60%[31]

## Mostro
- Titolo originale: Monster
- Diretto da: Leslie Hope
- Scritto da: Ron McGee

### Trama
Kai va sotto copertura come chef in un ristorante locale per raccogliere informazioni su un famigerato boss criminale che ha un legame con il ristorante. Inoltre, Jane scopre che una scuola sulla terraferma ha reclutato Alex con una borsa di studio per il baseball, che ha tenuto segreta alla sua famiglia.
- Guest star: Moses Goods (Wally), Anthony Ruivivar (Daniel Tennant), Ron Menzel (Donovan Mance), Andre Pelzer (Natchez), Danny Hogan (Saugus), Aaron Abrams (Chris Polis), Kate Cobb (Jenny Alika), Johnny Cannizzaro (Ryan Delucci), Brad Berryhil (Harvey Colms), Corey Rieger (Anders), Rafael Cabrera (Watts), David Bertin Greene (Alonzo Descanso).
- Ascolti USA: 5 100 000 telespettatori[32]
- Ascolti Italia: telespettatori 752 000 – share 4,50%[33]

## Hacker
- Titolo originale: Breach
- Diretto da: Christine Moore
- Scritto da: Yakira Chambers

### Trama
Quando un tentativo di ransomware causa il malfunzionamento di una diga, Ernie e un team di hacker hanno il compito di trovare rapidamente il colpevole, prima che tutta l'elettricità e l'acqua vengano interrotte sull'isola. Inoltre, Lucy e Whistler lavorano insieme e questo dà la possibilità alla seconda di scusarsi e di ricucire la relazione con Lucy.
- Guest star: Napoleon Tavale (Thomas Priestley), Nicholas Koenig (Bryce McAffrey), Maury Sterling (Hank Braddock), Alex Quijano (Alan Mateo), Rafael Cebrian (Rodney Shine), Brad Carter (Kevin Rooker).
- Ascolti USA: 5 070 000 telespettatori[34]

## TNT
- Titolo originale: T'N'T
- Diretto da: Lionel Coleman
- Scritto da: Christopher Silber e Megan Bacharach

### Trama
Gli agenti NCIS Nick Torres e Jessica Knight vanno alle Hawaii quando scoprono che un testimone chiave in un vecchio caso di Torres si è presentato lì con prove cruciali.
- Nota. Questo episodio inizia con un evento crossover che conclude l'episodio Bugie della serie NCIS - Unità anticrimine.
- Guest star: Wilmer Valderrama (Nick Torres), Gary Cole (Alden Parker), Diona Reasonover (Kacie Hines), Katrina Law (Jessica Knight), Seana Kofoed (comandante Chase), Teddy Sears (Greg Winslow), Clark Freeman (Brent Spooner), Gabrielle Byndloss (Tessa Holt), Paul Patterson (sospettato #3), Angie Anderson (assistente), David Bianchi (Kyle Jennings).
- Ascolti USA: 6 130 000 telespettatori[35]
- Ascolti Italia: telespettatori 571 000 – share 4,00%[36]

## I predatori
- Titolo originale: Nurture
- Diretto da: Lin Oeding
- Scritto da: Jan Nash

### Trama
Il team dell'NCIS indaga su un naufragio che trasporta animali esotici che ora minacciano la fauna selvatica nativa di Oahu. Inoltre, Alex subisce un infortunio che pone fine alla carriera e Kai chiede a Melanie, un'agente di pesci e fauna selvatica, un appuntamento.
- Guest star: Seana Kofoed (comandante Chase), Anthony Ruivivar (Daniel Tennant), Alisa Allapach (Melanie Dawes), Charley Koontz (Siggy Williams), Michael Ng (Kevin Trager), Bronson Pinchot (Darrin Schwartz), Zack Duhame (Joseph Gooden), Yvonne Juarez (infermiera), Perry Kainoa (ufficiale di marina Reid Keller).
- Ascolti USA: 5 090 000 telespettatori[37]
- Ascolti Italia: telespettatori 705 000 – share 5,30%[38]

## Bersagli
- Titolo originale: Nightwatch
- Diretto da: Tawnia McKiernan
- Scritto da: Amy Rutberg

### Trama
Quando un marinaio della marina viene coinvolto in un omicidio, la squadra dell'NCIS viene chiamata a lavorare sul caso nel loro giorno libero. Inoltre, Lucy scopre che Whistler ha rifiutato una promozione a Washington per rimanere alle Hawaii.
- Guest star: Mahina Napoleon (Julie Tennant), Chloe Csengery (Gracie Boone), Abraham Lim (Neil Blake), Jackson Mercado (Elliott Sacks), Caro Pampillo (Andrea), Dan Martin (Paul Johnson), Teri Wyble (Skylar), Siena Goines (Marci), Derek Phillips (Michael Curtis), Tom Lenk (Carter Dunlap), Wolf Lee Counsel (Martin).
- Ascolti USA: 5 210 000 telespettatori[39]
- Ascolti Italia: telespettatori 612 000 – share 4,70%[40]

## Lo scambio
- Titolo originale: Switchback
- Diretto da: Jimmy Whitmore
- Scritto da: Noah Evslin

### Trama
Capitan Milius ritorna alle Hawaii per un'operazione segreta di scambio di prigionieri e porta Jane come sua scorta personale di sicurezza nelle Filippine, dove lo scambio avrà luogo.
- Guest star: Mahina Napoleon (Julie Tennant), Enver Gjokaj (capitano Milius), Seana Kofoed (comandante Chase), Mark Gessner (agente CGIS Neil Pike), Jason Downs (Breskov), Caitlin Mehner (Anna Freeloff), Adam Aalderks (David Freeloff), Iman Nazemzadeh (dott. Dunne), Nicholas Bonanno (comandante Thomas Kelley), Donta Tanner (LCPL Mason Cartwright), Sam Bass (agente DSS Hulking), Mary Thornton (maggiore Lydia Vail), Mark Wilson (funzionario del Dipartimento di Stato).
- Ascolti USA: 4 970 000 telespettatori[41]
- Ascolti Italia: telespettatori 638 000 – share 4,80%[42]

## Famiglia
- Titolo originale: Ohana
- Diretto da: Tim Andrew
- Scritto da: Matt Bosack e Christopher Silber

### Trama
Capitan Milius continua a lavorare con Tennant e il suo team all'indomani dello scambio di prigionieri tra gli Stati Uniti e l'Europa orientale. Inoltre, Whistler segue il consiglio di Ernie e fa un grande gesto nella speranza di riconquistare Lucy.
- Guest star: Mahina Napoleon (Julie Tennant), Moses Goods (Wally), Enver Gjokaj (capitano Milius), Seana Kofoed (comandante Chase), Mark Gessner (agente CGIS Neil Pike), Sharif Atkins (Norman "Boom Boom" Gates), Danielle Nuela Zalopany (Hina), Iman Nazemzadeh (dott. Dunne), Nicholas Bonanno (comandante Thomas Kelley), Sam Bass (agente DSS Hulking), Mary Thornton (maggiore Lydia Vail), Mark Wilson (funzionario del dipartimento di Stato), Lic Hand (Charlie 1), Izabella Miko (Alina Nikitin), Billy Boyd (Colin McIntyre).
- Ascolti USA: 5 470 000 telespettatori[43]
- Ascolti Italia: telespettatori 729 000 – share 6,00%[44]